# Selo cronológico
O selo cronológico é uma assinatura digital de um terceiro de confiança afirmando legalmente que um documento digital existia no momento (data e hora) que o mesmo foi assinado. Desta maneira é possível assinar digitalmente documentos eletrônicos anexando a eles uma data e hora específica. É utilizado pelos programas de correio electrónico, para assinar e/ou criptografar mensagens de correio electrónico e para assinar programas descarregáveis da Internet. Ele é garantido e auditado pelo Observatório Nacional (que é o responsável pelo fornecimento da hora legal do Brasil) e por uma Autoridade Certificadora da ICP-Brasil. Desta forma, garante-se também a unicidade do documento no tempo.
Quem garante o Selo Cronológico Digital:
O Observatório Nacional atua como fornecedor do tempo para o Selo Cronológico Digital e a Autoridade Certificadora como um terceiro de confiança que é auditado pelo ITI (Instituto Nacional de Tecnologia da Informação) e possui infra-estrutura de segurança obedecendo aos mais altos padrões mundiais.
Algumas aplicações para o Selo Cronológico Digital:
Assinatura de contratos eletrônicos. Atos Normativos Governamentais; Livros Fiscais Eletrônicos (Instrução Normativa – Departamento Nacional do Registro do Comércio. - DNRC Nº 102 DE 25.04.2006 – D.O.U.: 09/05/2006.
Fonte: https://web.archive.org/web/20120509044439/http://www.iocert.com.br/selo-cronologico.html